# Liste des anciennes communes de la Nièvre
Cette page a pour objectif de retracer toutes les modifications communales dans le département de la Nièvre : les anciennes communes qui ont existé depuis la Révolution française, ainsi que les créations, les modifications officielles de nom, ainsi que les échanges de territoires entre communes.
En 1800, le territoire du département de la Nièvre comportait 331 communes. Très tôt la vague de fusions imposées aux toutes petites communes au début du XIXe siècle va en faire décroître le nombre, nombre qui va ensuite rester extraordinairement stable : en 1840, on relevait 316 communes dans le département. Le nombre est quasi identique actuellement : 309 (au 1er janvier 2025). Les lois favorables aux regroupements n'auront eu que peu de prises ici.

## Fusions
| Nom de la nouvelle commune | Communes réunies                      | Régime                                     | Date (et nature) de la décision | Date d'effet                  |
| -------------------------- | ------------------------------------- | ------------------------------------------ | ------------------------------- | ----------------------------- |
| Vaux d'Amognes             | Ourouër                               | commune nouvelle (avec communes déléguées) | 6 juillet 2016 (Arrêté)         | 1er janvier 2017              |
| Vaux d'Amognes             | Balleray                              | commune nouvelle (avec communes déléguées) | 6 juillet 2016 (Arrêté)         | 1er janvier 2017              |
| Beaulieu                   | Beaulieu                              | commune nouvelle (avec communes déléguées) | 1er octobre 2015 (Arrêté)       | 1er janvier 2016              |
| Beaulieu                   | Dompierre-sur-Héry                    | commune nouvelle (avec communes déléguées) | 1er octobre 2015 (Arrêté)       | 1er janvier 2016              |
| Beaulieu                   | Michaugues                            | commune nouvelle (avec communes déléguées) | 1er octobre 2015 (Arrêté)       | 1er janvier 2016              |
| Cosne-Cours-sur-Loire      | Cosne-sur-Loire                       | fusion association                         | 28 décembre 1972 (Arrêté)       | 1er janvier 1973              |
| Cosne-Cours-sur-Loire      | Cours                                 | fusion association                         | 28 décembre 1972 (Arrêté)       | 1er janvier 1973              |
| La Nocle-Maulaix           | La Nocle                              | fusion                                     | 20 novembre 1864 (Décret)       | 20 novembre 1864 (Décret)     |
| La Nocle-Maulaix           | Maulaix                               | fusion                                     | 20 novembre 1864 (Décret)       | 20 novembre 1864 (Décret)     |
| Tintury                    | Tintury                               | fusion                                     | 6 juillet 1862 (Loi)            | 6 juillet 1862 (Loi)          |
| Tintury                    | Fleury-la-Tour                        | fusion                                     | 6 juillet 1862 (Loi)            | 6 juillet 1862 (Loi)          |
| Diennes-Aubigny            | Diennes                               | fusion                                     | 16 avril 1862 (Loi)             | 16 avril 1862 (Loi)           |
| Diennes-Aubigny            | Aubigny-le-Chétif                     | fusion                                     | 16 avril 1862 (Loi)             | 16 avril 1862 (Loi)           |
| Frasnay-Reugny             | Frasnay                               | fusion                                     | 12 juin 1861 (Loi)              | 12 juin 1861 (Loi)            |
| Frasnay-Reugny             | Reugny                                | fusion                                     | 12 juin 1861 (Loi)              | 12 juin 1861 (Loi)            |
| Beaumont-Sardolles         | Beaumont-sur-Sardolles                | fusion                                     | 25 mai 1861 (Décret)            | 25 mai 1861 (Décret)          |
| Beaumont-Sardolles         | Sardolles                             | fusion                                     | 25 mai 1861 (Décret)            | 25 mai 1861 (Décret)          |
| Châtillon-en-Bazois        | Châtillon-en-Bazois                   | fusion                                     | 11 juin 1859 (Loi)              | 11 juin 1859 (Loi)            |
| Châtillon-en-Bazois        | Mingot (une partie)                   | fusion                                     | 11 juin 1859 (Loi)              | 11 juin 1859 (Loi)            |
| Mont-et-Marré              | Mont-et-Marré                         | fusion                                     | 11 juin 1859 (Loi)              | 11 juin 1859 (Loi)            |
| Mont-et-Marré              | Mingot (une partie)                   | fusion                                     | 11 juin 1859 (Loi)              | 11 juin 1859 (Loi)            |
| Anlezy                     | Anlezy                                | fusion                                     | 16 mars 1859 (Décret)           | 16 mars 1859 (Décret)         |
| Anlezy                     | Crécy-sur-Canne (une partie)          | fusion                                     | 16 mars 1859 (Décret)           | 16 mars 1859 (Décret)         |
| Fertrève                   | Saint-Cy-Fertrève                     | fusion                                     | 16 mars 1859 (Décret)           | 16 mars 1859 (Décret)         |
| Fertrève                   | Crécy-sur-Canne (une partie)          | fusion                                     | 16 mars 1859 (Décret)           | 16 mars 1859 (Décret)         |
| Druy-Parigny               | Druy                                  | fusion                                     | 19 mars 1856 (Décret)           | 19 mars 1856 (Décret)         |
| Druy-Parigny               | Parigny-sur-Sardolles                 | fusion                                     | 19 mars 1856 (Décret)           | 19 mars 1856 (Décret)         |
| Moulins-Engilbert          | Moulins-Engilbert                     | fusion                                     | 29 avril 1841 (Loi)             | 29 avril 1841 (Loi)           |
| Moulins-Engilbert          | Commagny                              | fusion                                     | 29 avril 1841 (Loi)             | 29 avril 1841 (Loi)           |
| Chevannes-Changy           | Chevannes-Treigny                     | fusion                                     | 4 mars 1836 (Ordonnance)        | 4 mars 1836 (Ordonnance)      |
| Chevannes-Changy           | Changy                                | fusion                                     | 4 mars 1836 (Ordonnance)        | 4 mars 1836 (Ordonnance)      |
| Brinon                     | Brinon                                | fusion                                     | 19 octobre 1835 (Ordonnance)    | 19 octobre 1835 (Ordonnance)  |
| Brinon                     | Hubans (une partie)                   | fusion                                     | 19 octobre 1835 (Ordonnance)    | 19 octobre 1835 (Ordonnance)  |
| Grenois                    | Grenois                               | fusion                                     | 19 octobre 1835 (Ordonnance)    | 19 octobre 1835 (Ordonnance)  |
| Grenois                    | Hubans (une partie)                   | fusion                                     | 19 octobre 1835 (Ordonnance)    | 19 octobre 1835 (Ordonnance)  |
| Neuville                   | Neuville                              | fusion                                     | 19 octobre 1835 (Ordonnance)    | 19 octobre 1835 (Ordonnance)  |
| Neuville                   | Hubans (une partie)                   | fusion                                     | 19 octobre 1835 (Ordonnance)    | 19 octobre 1835 (Ordonnance)  |
| Saint-Gratien-Savigny      | Saint-Gratien                         | fusion                                     | 31 décembre 1834 (Ordonnance)   | 31 décembre 1834 (Ordonnance) |
| Saint-Gratien-Savigny      | Savigny-sur-Canne                     | fusion                                     | 31 décembre 1834 (Ordonnance)   | 31 décembre 1834 (Ordonnance) |
| Chevenon-Jaugenay          | Chevenon                              | fusion                                     | 28 avril 1834 (Ordonnance)      | 28 avril 1834 (Ordonnance)    |
| Chevenon-Jaugenay          | Jaugenay                              | fusion                                     | 28 avril 1834 (Ordonnance)      | 28 avril 1834 (Ordonnance)    |
| Ville-lès-Anlezy           | Ville-lès-Anlezy                      | fusion                                     | 1833                            | 1833                          |
| Ville-lès-Anlezy           | Langy                                 | fusion                                     | 1833                            | 1833                          |
| Saincaize-Meauce           | Saincaize                             | fusion                                     | 1833                            | 1833                          |
| Saincaize-Meauce           | Meauce                                | fusion                                     | 1833                            | 1833                          |
| Luthenay-Uxeloup           | Luthenay                              | fusion                                     | 1831                            | 1831                          |
| Luthenay-Uxeloup           | Uxeloup                               | fusion                                     | 1831                            | 1831                          |
| Magny-Cours                | Magny-en-Rosiers                      | fusion                                     | 1830                            | 1830                          |
| Magny-Cours                | Cours-sous-Magny                      | fusion                                     | 1830                            | 1830                          |
| Saint-Germain-Chassenay    | Saint-Germain-en-Viry                 | fusion                                     | 1830                            | 1830                          |
| Saint-Germain-Chassenay    | Chassenay                             | fusion                                     | 1830                            | 1830                          |
| Saint-Germain-Chassenay    | Saint-Loup-sur-Abron                  | fusion                                     | 1830                            | 1830                          |
| Azy-le-Vif                 | Azy-le-Vif                            | fusion                                     | 1829                            | 1829                          |
| Azy-le-Vif                 | Cougny (une partie)                   | fusion                                     | 1829                            | 1829                          |
| Saint-Pierre-le-Moûtier    | Saint-Pierre-le-Moûtier               | fusion                                     | 1829                            | 1829                          |
| Saint-Pierre-le-Moûtier    | Cougny (une partie)                   | fusion                                     | 1829                            | 1829                          |
| Montambert-Tannay          | Montambert                            | fusion                                     | 1827                            | 1827                          |
| Montambert-Tannay          | Tannay-sur-Loire                      | fusion                                     | 1827                            | 1827                          |
| Toury-Lurcy                | Toury-sur-Abron                       | fusion                                     | 1823                            | 1823                          |
| Toury-Lurcy                | Lurcy-sur-Abron                       | fusion                                     | 1823                            | 1823                          |
| Chevannes-Treigny          | Chevannes                             | fusion                                     | 1823                            | 1823                          |
| Chevannes-Treigny          | Treigny                               | fusion                                     | 1823                            | 1823                          |
| Poussignol-Blismes         | Poussignol                            | fusion                                     | 1820                            | 1820                          |
| Poussignol-Blismes         | Blismes                               | fusion                                     | 1820                            | 1820                          |
| Laché-Assarts              | Laché                                 | fusion                                     | 1820                            | 1820                          |
| Laché-Assarts              | Assarts                               | fusion                                     | 1820                            | 1820                          |
| Donzy                      | Donzy                                 | fusion                                     | 1795-1800                       | 1795-1800                     |
| Donzy                      | Bagnaux                               | fusion                                     | 1795-1800                       | 1795-1800                     |
| Donzy                      | Saint-Martin-du-Pré                   | fusion                                     | 1795-1800                       | 1795-1800                     |
| Isenay                     | Isenay                                | fusion                                     | 1795-1800                       | 1795-1800                     |
| Isenay                     | Sauzay (canton de Moulins-Engilbert)  | fusion                                     | 1795-1800                       | 1795-1800                     |
| Limanton                   | Limanton                              | fusion                                     | 1795-1800                       | 1795-1800                     |
| Limanton                   | Anizy                                 | fusion                                     | 1795-1800                       | 1795-1800                     |
| Luzy                       | Luzy                                  | fusion                                     | 1795-1800                       | 1795-1800                     |
| Luzy                       | Forains-de-Luzy                       | fusion                                     | 1795-1800                       | 1795-1800                     |
| Rémilly                    | Rémilly                               | fusion                                     | 1795-1800                       | 1795-1800                     |
| Rémilly                    | Lanty (commune rétablie en 1862)      | fusion                                     | 1795-1800                       | 1795-1800                     |
| Saint-Amand                | Saint-Amand                           | fusion                                     | 1795-1800                       | 1795-1800                     |
| Saint-Amand                | Argenon                               | fusion                                     | 1795-1800                       | 1795-1800                     |
| Tazilly                    | Tazilly                               | fusion                                     | 1795-1800                       | 1795-1800                     |
| Tazilly                    | Fléty (commune rétablie en 1853)      | fusion                                     | 1795-1800                       | 1795-1800                     |
| Aunay                      | Aunay                                 | fusion                                     | 1790-1794                       | 1790-1794                     |
| Aunay                      | Saint-Franchy-lès-Aunay               | fusion                                     | 1790-1794                       | 1790-1794                     |
| Billy-Chevannes            | Billy                                 | fusion                                     | 1790-1794                       | 1790-1794                     |
| Billy-Chevannes            | Chevannes-Gazeau                      | fusion                                     | 1790-1794                       | 1790-1794                     |
| Bona                       | Bona                                  | fusion                                     | 1790-1794                       | 1790-1794                     |
| Bona                       | Huez                                  | fusion                                     | 1790-1794                       | 1790-1794                     |
| Bona                       | Lichy                                 | fusion                                     | 1790-1794                       | 1790-1794                     |
| Brinay                     | Brinay                                | fusion                                     | 1790-1794                       | 1790-1794                     |
| Brinay                     | Pouilly (canton de Châtillon)         | fusion                                     | 1790-1794                       | 1790-1794                     |
| Cercy-la-Tour              | Cercy-la-Tour                         | fusion                                     | 1790-1794                       | 1790-1794                     |
| Cercy-la-Tour              | Coddes                                | fusion                                     | 1790-1794                       | 1790-1794                     |
| Cervon                     | Cervon                                | fusion                                     | 1790-1794                       | 1790-1794                     |
| Cervon                     | Lantilly                              | fusion                                     | 1790-1794                       | 1790-1794                     |
| Challuy                    | Challuy                               | fusion                                     | 1790-1794                       | 1790-1794                     |
| Challuy                    | Aglan                                 | fusion                                     | 1790-1794                       | 1790-1794                     |
| Champlemy                  | Champlemy                             | fusion                                     | 1790-1794                       | 1790-1794                     |
| Champlemy                  | Thouez                                | fusion                                     | 1790-1794                       | 1790-1794                     |
| Chantenay                  | Chantenay                             | fusion                                     | 1790-1794                       | 1790-1794                     |
| Chantenay                  | La Ferté-Langeron                     | fusion                                     | 1790-1794                       | 1790-1794                     |
| La Chapelle-Saint-André    | La Chapelle-Saint-André               | fusion                                     | 1790-1794                       | 1790-1794                     |
| La Chapelle-Saint-André    | Corbelin                              | fusion                                     | 1790-1794                       | 1790-1794                     |
| Chassenay                  | Chassenay                             | fusion                                     | 1790-1794                       | 1790-1794                     |
| Chassenay                  | Saint-Loup-sur-Abron                  | fusion                                     | 1790-1794                       | 1790-1794                     |
| Châtillon-en-Bazois        | Châtillon-en-Bazois                   | fusion                                     | 1790-1794                       | 1790-1794                     |
| Châtillon-en-Bazois        | Frasnay-lès-Châtillon                 | fusion                                     | 1790-1794                       | 1790-1794                     |
| Chaumard                   | Chaumard                              | fusion                                     | 1790-1794                       | 1790-1794                     |
| Chaumard                   | Chambuffière                          | fusion                                     | 1790-1794                       | 1790-1794                     |
| Ciez                       | Ciez                                  | fusion                                     | 1790-1794                       | 1790-1794                     |
| Ciez                       | Bois-Jardin                           | fusion                                     | 1790-1794                       | 1790-1794                     |
| Corvol-l'Orgueilleux       | Corvol-l'Orgueilleux                  | fusion                                     | 1790-1794                       | 1790-1794                     |
| Corvol-l'Orgueilleux       | Sauzay (canton de Varzy)              | fusion                                     | 1790-1794                       | 1790-1794                     |
| Decize                     | Decize                                | fusion                                     | 1790-1794                       | 1790-1794                     |
| Decize                     | Brain                                 | fusion                                     | 1790-1794                       | 1790-1794                     |
| Decize                     | Saint-Maurice-lès-Decize              | fusion                                     | 1790-1794                       | 1790-1794                     |
| Decize                     | Saint-Privé-lès-Decize                | fusion                                     | 1790-1794                       | 1790-1794                     |
| Druy                       | Druy                                  | fusion                                     | 1790-1794                       | 1790-1794                     |
| Druy                       | Marnay                                | fusion                                     | 1790-1794                       | 1790-1794                     |
| Entrains                   | Entrains                              | fusion                                     | 1790-1794                       | 1790-1794                     |
| Entrains                   | Saint-Cyr-lès-Entrains                | fusion                                     | 1790-1794                       | 1790-1794                     |
| La Fermeté                 | La Fermeté                            | fusion                                     | 1790-1794                       | 1790-1794                     |
| La Fermeté                 | Cigogne                               | fusion                                     | 1790-1794                       | 1790-1794                     |
| La Fermeté                 | Prye-sur-l'Ixeure                     | fusion                                     | 1790-1794                       | 1790-1794                     |
| Gâcogne                    | Gâcogne                               | fusion                                     | 1790-1794                       | 1790-1794                     |
| Gâcogne                    | Ruère                                 | fusion                                     | 1790-1794                       | 1790-1794                     |
| Germigny                   | Germigny                              | fusion                                     | 1790-1794                       | 1790-1794                     |
| Germigny                   | Soulangy                              | fusion                                     | 1790-1794                       | 1790-1794                     |
| Grenois                    | Grenois                               | fusion                                     | 1790-1794                       | 1790-1794                     |
| Grenois                    | La Montagne                           | fusion                                     | 1790-1794                       | 1790-1794                     |
| Héry                       | Héry                                  | fusion                                     | 1790-1794                       | 1790-1794                     |
| Héry                       | Trésolle                              | fusion                                     | 1790-1794                       | 1790-1794                     |
| Lamenay                    | Lamenay                               | fusion                                     | 1790-1794                       | 1790-1794                     |
| Lamenay                    | Craux                                 | fusion                                     | 1790-1794                       | 1790-1794                     |
| Larochemillay              | Larochemillay                         | fusion                                     | 1790-1794                       | 1790-1794                     |
| Larochemillay              | Saint-Gengoult                        | fusion                                     | 1790-1794                       | 1790-1794                     |
| Limanton                   | Limanton                              | fusion                                     | 1790-1794                       | 1790-1794                     |
| Limanton                   | Arcilly                               | fusion                                     | 1790-1794                       | 1790-1794                     |
| Livry                      | Livry                                 | fusion                                     | 1790-1794                       | 1790-1794                     |
| Livry                      | Précy                                 | fusion                                     | 1790-1794                       | 1790-1794                     |
| Livry                      | Riousse                               | fusion                                     | 1790-1794                       | 1790-1794                     |
| Lucenay-lès-Aix            | Lucenay-Saint-Romain                  | fusion                                     | 1790-1794                       | 1790-1794                     |
| Lucenay-lès-Aix            | La Celle-lès-Lucenay                  | fusion                                     | 1790-1794                       | 1790-1794                     |
| La Marche                  | La Marche                             | fusion                                     | 1790-1794                       | 1790-1794                     |
| La Marche                  | Munot                                 | fusion                                     | 1790-1794                       | 1790-1794                     |
| Marigny-l'Église           | Marigny-l'Église                      | fusion                                     | 1790-1794                       | 1790-1794                     |
| Marigny-l'Église           | Mazinien                              | fusion                                     | 1790-1794                       | 1790-1794                     |
| Montapas                   | Montapas                              | fusion                                     | 1790-1794                       | 1790-1794                     |
| Montapas                   | Saint-Benin-des-Champs                | fusion                                     | 1790-1794                       | 1790-1794                     |
| Montaron                   | Montaron                              | fusion                                     | 1790-1794                       | 1790-1794                     |
| Montaron                   | Chevanne-sous-Montaron                | fusion                                     | 1790-1794                       | 1790-1794                     |
| Montaron                   | Pouligny                              | fusion                                     | 1790-1794                       | 1790-1794                     |
| Mont-et-Marré              | Mont                                  | fusion                                     | 1790-1794                       | 1790-1794                     |
| Mont-et-Marré              | Marré                                 | fusion                                     | 1790-1794                       | 1790-1794                     |
| Montreuillon               | Montreuillon                          | fusion                                     | 1790-1794                       | 1790-1794                     |
| Montreuillon               | Saint-Maurice-lès-Montreuillon        | fusion                                     | 1790-1794                       | 1790-1794                     |
| Moraches                   | Moraches                              | fusion                                     | 1790-1794                       | 1790-1794                     |
| Moraches                   | Caux                                  | fusion                                     | 1790-1794                       | 1790-1794                     |
| Nolay                      | Nolay                                 | fusion                                     | 1790-1794                       | 1790-1794                     |
| Nolay                      | Rigny                                 | fusion                                     | 1790-1794                       | 1790-1794                     |
| Nuars                      | Nuars                                 | fusion                                     | 1790-1794                       | 1790-1794                     |
| Nuars                      | Bonnecon                              | fusion                                     | 1790-1794                       | 1790-1794                     |
| Oisy                       | Oisy                                  | fusion                                     | 1790-1794                       | 1790-1794                     |
| Oisy                       | Paroy                                 | fusion                                     | 1790-1794                       | 1790-1794                     |
| Parigny-les-Vaux           | Parigny-les-Vaux                      | fusion                                     | 1790-1794                       | 1790-1794                     |
| Parigny-les-Vaux           | Santinges                             | fusion                                     | 1790-1794                       | 1790-1794                     |
| Saint-Benin-d'Azy          | Saint-Benin-d'Azy                     | fusion                                     | 1790-1794                       | 1790-1794                     |
| Saint-Benin-d'Azy          | Mousseaux-sur-Azy                     | fusion                                     | 1790-1794                       | 1790-1794                     |
| Saint-Benin-des-Bois       | Saint-Benin-des-Bois                  | fusion                                     | 1790-1794                       | 1790-1794                     |
| Saint-Benin-des-Bois       | Ligny                                 | fusion                                     | 1790-1794                       | 1790-1794                     |
| Saint-Éloi                 | Saint-Éloi                            | fusion                                     | 1790-1794                       | 1790-1794                     |
| Saint-Éloi                 | Chaluzy                               | fusion                                     | 1790-1794                       | 1790-1794                     |
| Saint-Gratien              | Saint-Gratien                         | fusion                                     | 1790-1794                       | 1790-1794                     |
| Saint-Gratien              | Coulonges-sous-Cercy                  | fusion                                     | 1790-1794                       | 1790-1794                     |
| Saint-Hilaire-Fontaine     | Saint-Hilaire                         | fusion                                     | 1790-1794                       | 1790-1794                     |
| Saint-Hilaire-Fontaine     | Fontaine                              | fusion                                     | 1790-1794                       | 1790-1794                     |
| Saint-Jean-aux-Amognes     | Saint-Jean-aux-Amognes                | fusion                                     | 1790-1794                       | 1790-1794                     |
| Saint-Jean-aux-Amognes     | Saint-Péraville-aux-Amognes           | fusion                                     | 1790-1794                       | 1790-1794                     |
| Saint-Saulge               | Saint-Saulge                          | fusion                                     | 1790-1794                       | 1790-1794                     |
| Saint-Saulge               | Narlou                                | fusion                                     | 1790-1794                       | 1790-1794                     |
| Saint-Saulge               | Sanizy                                | fusion                                     | 1790-1794                       | 1790-1794                     |
| Sainte-Marie               | Sainte-Marie                          | fusion                                     | 1790-1794                       | 1790-1794                     |
| Sainte-Marie               | Giverdy                               | fusion                                     | 1790-1794                       | 1790-1794                     |
| Sainte-Marie               | Saint-Martin (canton de Saint-Saulge) | fusion                                     | 1790-1794                       | 1790-1794                     |
| Sauvigny-les-Bois          | Sauvigny-les-Bois                     | fusion                                     | 1790-1794                       | 1790-1794                     |
| Sauvigny-les-Bois          | Le Chamon                             | fusion                                     | 1790-1794                       | 1790-1794                     |
| Sougy                      | Sougy                                 | fusion                                     | 1790-1794                       | 1790-1794                     |
| Sougy                      | Moutiers-en-Glenon                    | fusion                                     | 1790-1794                       | 1790-1794                     |
| Ternant                    | Ternant                               | fusion                                     | 1790-1794                       | 1790-1794                     |
| Ternant                    | Hiry                                  | fusion                                     | 1790-1794                       | 1790-1794                     |
| Vandenesse                 | Vandenesse                            | fusion                                     | 1790-1794                       | 1790-1794                     |
| Vandenesse                 | Nourry                                | fusion                                     | 1790-1794                       | 1790-1794                     |

## Créations et rétablissements
| Nom de la commune créée | Commune affectée          | Mode de création | Date (et nature) de la décision |
| ----------------------- | ------------------------- | ---------------- | ------------------------------- |
| Fâchin                  | Château-Chinon (Campagne) | Démembrement     | 21 juillet 1870 (Loi)           |
| Fâchin                  | Arleuf                    | Démembrement     | 21 juillet 1870 (Loi)           |
| Fâchin                  | Villapourçon              | Démembrement     | 21 juillet 1870 (Loi)           |
| Lanty                   | Rémilly                   | Rétablissement   | 9 juin 1862 (Décret)            |
| Poil                    | Larochemillay             | Démembrement     | 9 mai 1860 (Décret)             |
| Fourchambault           | Garchizy                  | Démembrement     | 5 mai 1855 (Loi)                |
| Fourchambault           | Marzy                     | Démembrement     | 5 mai 1855 (Loi)                |
| Fourchambault           | Varennes-lès-Nevers       | Démembrement     | 5 mai 1855 (Loi)                |
| Fléty                   | Tazilly                   | Rétablissement   | 16 juin 1853 (Décret)           |
| Sermages                | Moulins-Engilbert         | Démembrement     | 29 avril 1841 (Loi)             |

## Modifications de limites communales
| La commune de ...                                           | ... cède du territoire à la commune de ...                  | précisions                                           | Date (et nature) de la décision |
| ----------------------------------------------------------- | ----------------------------------------------------------- | ---------------------------------------------------- | ------------------------------- |
| Varennes-Vauzelles                                          | Coulanges-lès-Nevers                                        | Superficie de 16 a 6 ca                              | 14 juin 1985 (Décret)           |
| Coulanges-lès-Nevers                                        | Varennes-Vauzelles                                          | Superficie de 19 a 4 ca                              | 14 juin 1985 (Décret)           |
| Parigny-les-Vaux                                            | Guérigny                                                    | Superficie de 3 ha 58 ca                             | 14 mai 1979 (Décret)            |
| Varennes-Vauzelles                                          | Nevers                                                      | Superficie de 55 a 90 ca                             | 26 février 1970 (Décret)        |
| Nevers                                                      | Varennes-Vauzelles                                          | Superficie de 81 a 7 ca                              | 26 février 1970 (Décret)        |
| Marzy                                                       | Nevers                                                      | 50 habitants                                         | 10 février 1964 (Arrêté)        |
| Nevers                                                      | Sermoise                                                    | 2 habitants                                          | 14 août 1963 (Arrêté)           |
| Cours                                                       | Cosne                                                       | Hameau de la Folie                                   | 11 février 1938 (Décret)        |
| Fâchin                                                      | Arleuf                                                      | Villages des Carnès, les Joies et le Châtelet        | 19 décembre 1881 (Décret)       |
| Saint-Pierre-du-Mont                                        | Courcelles                                                  | Hameau de Faney                                      | 27 février 1869 (Décret)        |
| Épiry                                                       | Mouron                                                      | Hameau de Reviry                                     | 7 mars 1866 (Loi)               |
| Varennes-lès-Nevers                                         | Nevers                                                      | Limite fixée par le chemin de fer de Nevers à Chagny | 13 mai 1865 (Loi)               |
| Coulanges-lès-Nevers                                        | Nevers                                                      | Limite fixée par le chemin de fer de Nevers à Chagny | 13 mai 1865 (Loi)               |
| Frasney-Reugny                                              | Anlezy                                                      | Section de Nérondes                                  | 12 juin 1861 (Loi)              |
| Frasney-Reugny                                              | Fleury-la-Tour                                              | Section de Boire                                     | 12 juin 1861 (Loi)              |
| Limanton                                                    | Brinay                                                      | Hameaux de Bernay, Chamonot et Palluau               | 11 avril 1850 (Loi)             |
| Dun-les-Places                                              | Marigny-l'Église                                            | Enclave du Pré de la Chevrière                       | 24 juillet 1843 (Loi)           |
| Dun-les-Places                                              | Saint-Brisson                                               | Enclave du Pré-de-Dun-les-Places                     | 24 juillet 1843 (Loi)           |
| Quarré-les-Tombes (département de l'Yonne) Marigny-l'Église | Marigny-l'Église Quarré-les-Tombes (département de l'Yonne) | Rue des Hameaux de Montgaudier                       | 28 septembre 1831 (Loi)         |
| Quarré-les-Tombes (département de l'Yonne)                  | Saint-Agnan                                                 | Hameau des Champs Bernoux                            | 28 juin 1829 (Loi)              |
| Saint-Agnan                                                 | Quarré-les-Tombes (département de l'Yonne)                  | Portion de Climat des Vallats                        | 28 juin 1829 (Loi)              |
| Quarré-les-Tombes (département de l'Yonne)                  | Dhun-les-Places                                             | Le Bois de la Brouille                               | 28 juin 1829 (Loi)              |
| Dhun-les-Places                                             | Quarré-les-Tombes (département de l'Yonne)                  | Portion de Climat de Vannay                          | 28 juin 1829 (Loi)              |
| Marzy                                                       | Garchizy                                                    |                                                      | 18 décembre 1822 (Ordonnance)   |

## Modifications de nom officiel
| Ancien nom              | Nouveau nom               | Date (et nature) de la décision |
| ----------------------- | ------------------------- | ------------------------------- |
| Saint-Agnan             | Saint-Agnan-en-Morvan     | 8 janvier 2025 (Décret)         |
| Saint-Loup              | Saint-Loup-des-Bois       | 30 décembre 2021 (Décret)       |
| Saint-Laurent           | Saint-Laurent-l'Abbaye    | 1er février 2001 (Décret)       |
| Moux                    | Moux-en-Morvan            | 21 juin 1988 (Décret)           |
| Montsauche              | Montsauche-les-Settons    | 30 mai 1986 (Décret)            |
| Sainte-Colombe          | Sainte-Colombe-des-Bois   | 30 mai 1986 (Décret)            |
| Glux                    | Glux-en-Glenne            | 3 novembre 1981 (Décret)        |
| Saint-Honoré            | Saint-Honoré-les-Bains    | 26 décembre 1974 (Décret)       |
| Montambert-Tannay       | Montambert                | 9 avril 1970 (Décret)           |
| Varennes-lès-Nevers     | Varennes-Vauzelles        | 29 août 1969 (Décret)           |
| Aunay                   | Aunay-en-Bazois           | 19 août 1961 (Décret),          |
| La Charité              | La Charité-sur-Loire      | 19 août 1961 (Décret),          |
| Châteauneuf             | Châteauneuf-Val-de-Bargis | 19 août 1961 (Décret),          |
| Germigny                | Germigny-sur-Loire        | 19 août 1961 (Décret),          |
| Mouron                  | Mouron-sur-Yonne          | 19 août 1961 (Décret),          |
| Pouilly                 | Pouilly-sur-Loire         | 19 août 1961 (Décret),          |
| Saint-Ouën              | Saint-Ouën-sur-Loire      | 19 août 1961 (Décret),          |
| Sermoise                | Sermoise-sur-Loire        | 27 mars 1961 (Décret)           |
| Ouroux                  | Ouroux-en-Morvan          | 27 avril 1956 (Décret)          |
| Cosne                   | Cosne-sur-Loire           | 1er juillet 1952 (Décret)       |
| Saint-Malo              | Saint-Malo-en-Donziois    | 11 décembre 1937 (Décret)       |
| Saint-Quentin           | Saint-Quentin-sur-Nohain  | 28 novembre 1937 (Décret)       |
| Lamenay                 | Lamenay-sur-Loire         | 21 juillet 1937 (Décret)        |
| Sougy                   | Sougy-sur-Loire           | 13 décembre 1936 (Décret)       |
| Neuville-sous-Brinon    | Taconnay                  | 2 mars 1929 (Décret)            |
| Chevenon-Jaugenay       | Chevenon                  | 16 janvier 1923 (Décret)        |
| Dhun-les-Places         | Dun-les-Places            | 24 juillet 1917 (Décret)        |
| Saint-Martin-du-Tronsec | Saint-Martin-sur-Nohain   | 1er novembre 1903 (Décret)      |
| Poussignol-Blismes      | Blismes                   | 1er juillet 1902 (Décret)       |
| Ville-lès-Anlezy        | Ville-Langy               | 18 août 1899 (Décret)           |
| Brinon-les-Allemands    | Brinon-sur-Beuvron        | 4 septembre 1898 (Décret)       |
| Tamnay                  | Tamnay-en-Bazois          | 21 juillet 1896 (Décret)        |
| Saint-Amand             | Saint-Amand-en-Puisaye    | 11 juillet 1893 (Décret)        |
| Entrains                | Entrains-sur-Nohain       | 2 juillet 1892 (Décret)         |
| Saint-Martin-du-Puits   | Saint-Martin-du-Puy       | 5 septembre 1889 (Décret)       |
| Chantenay               | Chantenay-Saint-Imbert    | 9 juillet 1888 (Décret)         |
| Frétoy                  | Lavault-de-Frétoy         | 14 novembre 1884 (Décret)       |
| Pouques                 | Pouques-Lormes            | 3 juillet 1883 (Décret)         |
| Laché-Assarts           | Vitry-Laché               | 11 janvier 1883 (Décret)        |
| Mesves                  | Mesves-sur-Loire          | 19 janvier 1882 (Décret)        |
| Crécy                   | Crécy-sur-Canne           | 1801                            |
| Cercy-sur-Aron          | Cercy-la-Tour,            | 1801                            |

## Communes associées
Liste des communes ayant, à la suite d'une fusion, le statut de commune associée.
| Nom de la commune | Code INSEE | Fusion-association                     | Fusion-association | Fusion-association | Fusion-association                       |
| Nom de la commune | Code INSEE | date de la décision                    | date d'effet       | commune absorbante | nom de la commune résultant de la fusion |
| ----------------- | ---------- | -------------------------------------- | ------------------ | ------------------ | ---------------------------------------- |
| Cours             | 58091      | arrêté préfectoral du 28 décembre 1972 | 1er janvier 1973   | Cosne-sur-Loire    | Cosne-Cours-sur-Loire                    |